# Premi LFP
I Premi LFP, (in spagnolo Premios LFP) sono dei riconoscimenti calcistici assegnati in Spagna dalla Liga de Futból Profesional (LFP, la lega di Prima Divisione) ai suoi migliori giocatori dell'anno. Un comitato tecnico deve selezionare tre giocatori in ogni ruolo: portiere, difensore, centrocampista, centrocampista offensivo e attaccante. In seguito, i dirigenti scelgono i vincitori tra questi finalisti. 

## Vincitori 2008-2009
|                                  | Vincitore                                    | Finalista                                                       |
| -------------------------------- | -------------------------------------------- | --------------------------------------------------------------- |
| Miglior giocatore                | Lionel Messi (Barcellona)                    | -                                                               |
| Miglior allenatore               | Josep Guardiola (Barcellona)                 | -                                                               |
| Miglior portiere                 | Iker Casillas (Real Madrid)                  | Diego López (Villarreal) e Víctor Valdés (Barcellona)           |
| Miglior difensore                | Dani Alves (Barcellona)                      | Gerard Piqué (Barcellona) e Raúl Albiol (Valencia)              |
| Miglior centrocampista           | Xavi Hernández (Barcellona)                  | Lass Diarra (Real Madrid) e Yaya Touré (Barcellona)             |
| Miglior centrocampista offensivo | Andrés Iniesta (Barcellona)                  | Santi Cazorla (Villarreal) e Juan Manuel Mata (Valencia)        |
| Miglior attaccante               | Lionel Messi (Barcellona)                    | Diego Forlán (Atlético Madrid) e David Villa (Valencia)         |
| Giocatore rivelazione            | Sergio Busquets (Barcellona)                 | Apoño (Gimnàstic) e Lassad Nouioui (Deportivo de La Coruña)     |
| Premio BBVA Fair play            | Juan Carlos Valerón (Deportivo de La Coruña) | Joseba Etxeberria (Athletic Bilbao) e Marcos Senna (Villarreal) |

## Vincitori 2009-2010
Nell'edizione 2009-2010 non c'è stata la selezione finale dei dirigenti.
|                                  | Vincitore                                                                                 | Finalista |
| -------------------------------- | ----------------------------------------------------------------------------------------- | --------- |
| Miglior giocatore                | -                                                                                         | -         |
| Miglior allenatore               | -                                                                                         | -         |
| Miglior portiere                 | Andrés Palop (Siviglia) César Sánchez (Valencia) Víctor Valdés (Barcellona)               | -         |
| Miglior difensore                | Álvaro Arbeloa (Real Madrid) Álvaro Domínguez (Atlético Madrid) Gerard Piqué (Barcellona) | -         |
| Miglior centrocampista           | Xabi Alonso (Real Madrid) Xavi Hernández (Barcellona) Andrés Iniesta (Barcellona)         | -         |
| Miglior centrocampista offensivo | Pedro (Barcellona) Pedro León (Getafe) Jesús Navas (Siviglia)                             | -         |
| Miglior attaccante               | Cristiano Ronaldo (Real Madrid) Gonzalo Higuaín (Real Madrid) Lionel Messi (Barcellona)   | -         |
| Giocatore rivelazione            | Pedro (Barcellona) David de Gea (Atlético Madrid) Sergio Canales (Racing Santander)       | -         |
| Premio BBVA Fair play            | -                                                                                         | -         |

## Vincitori 2010-2011
|                                  | Vincitore                       | Finalista                                                                |
| -------------------------------- | ------------------------------- | ------------------------------------------------------------------------ |
| Miglior giocatore                | Lionel Messi (Barcellona)       | -                                                                        |
| Miglior allenatore               | Josep Guardiola (Barcellona)    | -                                                                        |
| Miglior portiere                 | Iker Casillas (Real Madrid)     | David de Gea (Atlético Madrid) e Víctor Valdés (Barcellona)              |
| Miglior difensore                | Éric Abidal (Barcellona)        | Sergio Ramos e Marcelo (Real Madrid)                                     |
| Miglior centrocampista           | Xavi Hernández (Barcellona)     | Xabi Alonso (Real Madrid) e Javi Martínez (Athletic Bilbao)              |
| Miglior centrocampista offensivo | Andrés Iniesta (Barcellona)     | Mesut Özil (Real Madrid) e Borja Valero (Villarreal)                     |
| Miglior attaccante               | Lionel Messi (Barcellona)       | Sergio Agüero (Atlético Madrid) e Cristiano Ronaldo (Real Madrid)        |
| Giocatore rivelazione            | Iker Muniain (Athletic Bilbao)  | Antoine Griezmann (Real Sociedad) e Rubén Pérez (Deportivo de La Coruña) |
| Premio BBVA Fair play            | Alberto Rivera (Sporting Gijón) | -                                                                        |

## Vincitori 2011-2012
|                                  | Vincitore                    |
| -------------------------------- | ---------------------------- |
| Miglior giocatore                | Lionel Messi (Barcellona)    |
| Miglior allenatore               | Josep Guardiola (Barcellona) |
| Miglior portiere                 | Iker Casillas (Real Madrid)  |
| Miglior difensore                | Sergio Ramos (Real Madrid)   |
| Miglior centrocampista           | Xabi Alonso (Real Madrid)    |
| Miglior centrocampista offensivo | Andrés Iniesta (Barcellona)  |
| Miglior attaccante               | Lionel Messi (Barcellona)    |
| Giocatore rivelazione            | Isco (Malaga)                |
| Premio BBVA Fair Play            | Carles Puyol (Barcellona)    |

## Vincitori 2012-2013
|                                   | Vincitore                          |
| --------------------------------- | ---------------------------------- |
| Giocatore più decisivo            | Cristiano Ronaldo (Real Madrid)    |
| Miglior giocatore                 | Lionel Messi (Barcellona)          |
| Miglior allenatore                | Diego Simeone (Atlético Madrid)    |
| Miglior portiere                  | Thibaut Courtois (Atlético Madrid) |
| Miglior difensore                 | Sergio Ramos (Real Madrid)         |
| Miglior centrocampista            | Asier Illarramendi (Real Sociedad) |
| Miglior centrocampista offensivo  | Andrés Iniesta (Barcellona)        |
| Miglior attaccante                | Lionel Messi (Barcellona)          |
| Giocatore rivelazione             | Asier Illarramendi (Real Sociedad) |
| Premio BBVA Fair Play (Giocatore) | Iker Casillas (Real Madrid)        |
| Premio BBVA Fair Play (Squadra)   | Athletic Club                      |

## Vincitori 2013-2014
|                                  | Vincitore                       |
| -------------------------------- | ------------------------------- |
| Miglior giocatore                | Cristiano Ronaldo (Real Madrid) |
| Miglior allenatore               | Diego Simeone (Atlético Madrid) |
| Miglior portiere                 | Keylor Navas (Levante)          |
| Miglior difensore                | Sergio Ramos (Real Madrid)      |
| Miglior centrocampista           | Luka Modrić (Real Madrid)       |
| Miglior centrocampista offensivo | Andrés Iniesta (Barcellona)     |
| Miglior attaccante               | Cristiano Ronaldo (Real Madrid) |
| Giocatore rivelazione            | Rafinha (Celta Vigo)            |
| Gol più spettacolare             | Cristiano Ronaldo (Real Madrid) |

## Vincitori 2014-2015
|                                 | Vincitore                       |
| ------------------------------- | ------------------------------- |
| Miglior giocatore               | Lionel Messi (Barcellona)       |
| Miglior allenatore              | Luis Enrique (Barcellona)       |
| Miglior portiere                | Claudio Bravo (Barcellona)      |
| Miglior difensore               | Sergio Ramos (Real Madrid)      |
| Miglior centrocampista          | James Rodríguez (Real Madrid)   |
| Miglior attaccante              | Lionel Messi (Barcellona)       |
| Miglior giocatore sudamericano  | Neymar (Barcellona)             |
| Miglior giocatore africano      | Sofiane Feghouli (Valencia)     |
| Premio Cinque stelle dai tifosi | Cristiano Ronaldo (Real Madrid) |

## Vincitori 2015-2016
|                                 | Vincitore                           |
| ------------------------------- | ----------------------------------- |
| Miglior giocatore               | Antoine Griezmann (Atlético Madrid) |
| Miglior allenatore              | Diego Simeone (Atlético Madrid)     |
| Miglior portiere                | Jan Oblak (Atlético Madrid)         |
| Miglior difensore               | Diego Godín (Atlético Madrid)       |
| Miglior centrocampista          | Luka Modrić (Real Madrid)           |
| Miglior attaccante              | Lionel Messi (Barcellona)           |
| Giocatore rivelazione           | Marco Asensio (Espanyol)            |
| Giocatore extra europeo         | Luis Suárez (Barcellona)            |
| Premio Cinque stelle dai tifosi | Antoine Griezmann (Atlético Madrid) |